# Izrael na Mistrzostwach Świata w Lekkoatletyce 2023
Izrael na Mistrzostwach Świata w Lekkoatletyce 2023 – reprezentacja Izraela podczas mistrzostw świata w Budapeszcie liczyła czterech zawodników.

## Medaliści
| Medal  | Zawodnik    | Konkurencja | Rezultat | Data        |
| ------ | ----------- | ----------- | -------- | ----------- |
| srebro | Maru Teferi | maraton     | 2:09:12  | 27 sierpnia |

## Skład reprezentacji

### Mężczyźni
| Zawodnik         | Konkurencja   | Eliminacje | Eliminacje | Półfinał | Półfinał | Finał   | Finał   | Źródło |
| Zawodnik         | Konkurencja   | Wynik      | Pozycja    | Wynik    | Pozycja  | Wynik   | Pozycja | Źródło |
| ---------------- | ------------- | ---------- | ---------- | -------- | -------- | ------- | ------- | ------ |
| Blessing Afrifah | bieg na 200 m | 20,73      | 33.        | NQ       | NQ       | NQ      | NQ      | [ 1 ]  |
| Haimro Alame     | maraton       | —          | —          | —        | —        | 2:12:32 | 20.     | [ 2 ]  |
| Maru Teferi      | maraton       | —          | —          | —        | —        | 2:09:12 | 2.      | [ 2 ]  |

### Kobiety
| Zawodniczka            | Konkurencja | Finał   | Finał   | Źródło |
| Zawodniczka            | Konkurencja | Wynik   | Pozycja | Źródło |
| ---------------------- | ----------- | ------- | ------- | ------ |
| Lonah Chemtai Salpeter | maraton     | 2:25:38 | 4.      | [ 3 ]  |